# Asian Five Nations 2008
L’Asian Five Nations 2008 (in inglese 2008 Asian Five Nations e, per esigenze di sponsorizzazione, 2008 HSBC Asian 5 Nations) fu la 1ª edizione dell'Asian Five Nations organizzato dall'ARFU, nonché in assoluto il 21º campionato asiatico di rugby a 15.
La prima e la seconda divisione di tale torneo funsero da primo turno delle qualificazioni asiatiche alla Coppa del Mondo di rugby 2011.
La vincitrice della prima divisione, infatti, guadagnò la promozione al Top 5 dell'edizione 2009, e parimenti la vincitrice della seconda divisione fu ammessa alla prima divisione successiva; entrambe concorsero a formare il Top 5 del 2010 che funse da turno finale di qualificazione.
Il torneo vide la vittoria del Giappone di John Kirwan che, nell'occasione, si laureò per la sedicesima volta campione d'Asia; a retrocedere nella prima divisione fu la selezione del Golfo Persico, che così uscì dall'élite del rugby asiatico per rientrarvi brevemente due anni più tardi e successivamente venire soppressa dall'International Rugby Board.
Miglior marcatore del Top 5 fu il kazako Maksim Lifontov (55 punti), mentre il record di mete, con 7, andò al giapponese Bryce Robins.
Per quanto riguarda la prima divisione, la Cina non partecipò al torneo che si tenne a Taiwan per via di complicazioni burocratiche interne nella richiesta dei visti di espatrio dei propri giocatori, e fu quindi automaticamente retrocessa alla seconda divisione del 2009; a essere promossa al Top 5 2009 fu Singapore.
La seconda divisione, che si tenne a Bangkok in Thailandia, a differenza di tutte le altre si svolse con il sistema dell'eliminazione diretta e vide la vittoria della compagine di casa con conseguente promozione in prima divisione.
Si tennero inoltre tre tornei regionali per assegnare le squadre alla terza divisione del 2009, uno tra le squadre del Pacifico asiatico che si tenne a Guam e fu vinto dalle Filippine, uno per le squadre del Sudest asiatico che si tenne a Giacarta, in Indonesia, e fu vinto dalla formazione di casa e, infine, uno a Biškek in Kirghizistan che vide la vittoria dell'Iran; tra le seconde classificate emerse Guam, la migliore delle piazzate al posto d'onore, che passò alla terza divisione insieme alle tre vincitrici delle zone.
Per tutte le fasi a gironi il sistema di punteggio fu una variante di quello adottato dalle squadre dell'Emisfero Sud, vale a dire 5 punti (invece di 4) per la vittoria, 2 punti per il pareggio, 0 punti per la sconfitta; un eventuale punto di bonus sia per avere realizzato almeno quattro mete in un incontro e un ulteriore eventuale punto di bonus per la sconfitta con sette o meno punti di scarto.

## Squadre partecipanti
| Top 5         | Divisione 1   | Divisione 2 | Divisioni regionali | Divisioni regionali | Divisioni regionali |
| Top 5         | Divisione 1   | Divisione 2 | Pacifico            | Sud-Est             | Asia Centrale       |
| ------------- | ------------- | ----------- | ------------------- | ------------------- | ------------------- |
| Corea del Sud | Cina          | India       | Brunei              | Cambogia            | Iran                |
| Giappone      | Singapore     | Malaysia    | Guam                | Indonesia           | Kirghizistan        |
| Golfo Persico | Sri Lanka     | Pakistan    | Filippine           | Laos                | Uzbekistan          |
| Hong Kong     | Taipei cinese | Thailandia  |                     |                     |                     |
| Kazakistan    |               |             |                     |                     |                     |

## Top 5
| Incheon 26 aprile 2008, ore 14 UTC+9 | Corea del Sud | 17 – 39 | Giappone | Munhak Stadium (2 000 spett.)\| Arbitro: \| Thomas Woolf \| |
| Arbitro:                             | Thomas Woolf  |         |          |                                                             |

| al-'Ayn 26 aprile 2008 | Golfo Persico | 12 – 20 | Hong Kong |  |

| Osaka 3 maggio 2008, ore 13:01 UTC+9 | Giappone    | 114 – 6 | Golfo Persico | Kintetsu Hanazono Stadium (4 526 spett.)\| Arbitro: \| Steve Foley \| |
| Arbitro:                             | Steve Foley |         |               |                                                                       |

| Hong Kong 3 maggio 2008 | Hong Kong | 23 – 17 | Kazakistan | King's Stadium |

| Doha 9 maggio 2008 | Golfo Persico | 20 – 43 | Corea del Sud | Al Arabi Stadium |

| Almaty 10 maggio 2008 | Kazakistan | 6 – 82 | Giappone |  |

| Seul 17 maggio 2008 | Corea del Sud | 40 – 21 | Kazakistan |  |

| Niigata 18 maggio 2008, ore 14 UTC+9 | Giappone      | 75 – 29 | Hong Kong | Stadio Niigata (7 862 spett.)\| Arbitro: \| Grant Bateman \| |
| Arbitro:                             | Grant Bateman |         |           |                                                              |

| Hong Kong 24 maggio 2008 | Hong Kong | 24 – 50 | Corea del Sud | King's Stadium |

| Taldıqorğan 24 maggio 2008 | Kazakistan | 56 – 27 | Golfo Persico |  |

### Classifica
|  | Squadra       | G | V | N | P | P+  | P-  | diff. | B | PT |
|  | ------------- | - | - | - | - | --- | --- | ----- | - | -- |
|  | Giappone      | 4 | 4 | 0 | 0 | 310 | 58  | +252  | 4 | 24 |
|  | Corea del Sud | 4 | 3 | 0 | 1 | 150 | 104 | +46   | 3 | 18 |
|  | Hong Kong     | 4 | 2 | 0 | 2 | 96  | 154 | -58   | 1 | 11 |
|  | Kazakistan    | 4 | 1 | 0 | 3 | 100 | 172 | -72   | 2 | 7  |
|  | Golfo Persico | 4 | 0 | 0 | 4 | 65  | 233 | -168  | 1 | 1  |

## 1ª divisione
| Data       | Incontro                  | Risultato | Sede   |
| ---------- | ------------------------- | --------- | ------ |
| 11-11-2008 | Sri Lanka ― Singapore     | 20–20     | Tainan |
| 13-11-2008 | Singapore ― Taipei cinese | 23–22     | Tainan |
| 15-11-2008 | Taipei cinese ― Sri Lanka | 35–23     | Tainan |

|  | Classifica    | G | V | N | P | P+ | P- | diff. | B | PT |
|  | ------------- | - | - | - | - | -- | -- | ----- | - | -- |
|  | Singapore     | 2 | 1 | 1 | 0 | 43 | 42 | +1    | 1 | 8  |
|  | Taipei cinese | 2 | 1 | 0 | 1 | 57 | 46 | +11   | 2 | 7  |
|  | Sri Lanka     | 2 | 0 | 1 | 1 | 43 | 55 | -12   | 1 | 3  |
|  | Cina          | - | - | - | - | -  | -  | -     | - | -  |

## 2ª divisione
|  | Semifinali | Semifinali | Semifinali |          |            | Finale          | Finale          | Finale          |  |
|  |            |            |            |          |            |                 |                 |                 |  |
|  | Thailandia | Thailandia | 30         |          |            |                 |                 |                 |  |
|  | Thailandia | Thailandia | 30         |          |            |                 |                 |                 |  |
|  | India      | India      | 22         |          |            |                 |                 |                 |  |
|  | India      | India      | 22         |          | Thailandia | Thailandia      | 30              |                 |  |
|  |            |            |            |          | Thailandia | Thailandia      | 30              |                 |  |
|  |            |            | Malaysia   | Malaysia | 7          |                 |                 |                 |  |
|  | Malaysia   | Malaysia   | Malaysia   | Malaysia | 7          | 30              |                 |                 |  |
|  | Malaysia   | Malaysia   |            |          |            | 30              |                 |                 |  |
|  | Pakistan   | Pakistan   | 5          |          |            | Finale 3º posto | Finale 3º posto | Finale 3º posto |  |
|  | Pakistan   | Pakistan   | 5          |          |            |                 |                 |                 |  |
|  |            |            |            |          |            |                 |                 |                 |  |
|  |            |            |            |          |            | India           | India           | 92              |  |
|  |            |            |            |          |            | India           | India           | 92              |  |
|  |            |            |            |          |            | Pakistan        | Pakistan        | 0               |  |

## Divisioni regionali

### Pacifico
| Data      | Incontro           | Risultato | Sede |
| --------- | ------------------ | --------- | ---- |
| 28-6-2008 | Guam ― Brunei      | 74–0      | Guam |
| 2-7-2008  | Brunei ― Filippine | 0–101     | Guam |
| 5-7-2008  | Guam ― Filippine   | 8–20      | Guam |

|  | Classifica | G | V | N | P | P+  | P-  | diff. | B | PT |
|  | ---------- | - | - | - | - | --- | --- | ----- | - | -- |
|  | Filippine  | 2 | 2 | 0 | 0 | 121 | 8   | +113  | 0 | 12 |
|  | Guam       | 2 | 1 | 0 | 1 | 82  | 20  | +62   | 0 | 6  |
|  | Brunei     | 2 | 0 | 0 | 2 | 0   | 175 | -175  | 0 | 0  |

### Sudest
| Data      | Incontro             | Risultato | Sede     |
| --------- | -------------------- | --------- | -------- |
| 12-7-2008 | Laos ― Cambogia      | 33–0      | Giacarta |
| 15-7-2008 | Indonesia ― Laos     | 23–11     | Giacarta |
| 19-7-2008 | Indonesia ― Cambogia | 55–3      | Giacarta |

|  | Classifica | G | V | N | P | P+ | P- | diff. | B | PT |
|  | ---------- | - | - | - | - | -- | -- | ----- | - | -- |
|  | Indonesia  | 2 | 2 | 0 | 0 | 78 | 14 | +64   | 1 | 11 |
|  | Laos       | 2 | 1 | 0 | 1 | 44 | 23 | +21   | 1 | 5  |
|  | Cambogia   | 2 | 0 | 0 | 2 | 3  | 88 | -85   | 0 | 0  |

### Asia Centrale
| Data       | Incontro                  | Risultato | Sede   |
| ---------- | ------------------------- | --------- | ------ |
| 5-10-2008  | Iran ― Kirghizistan       | 30–8      | Biškek |
| 8-10-2008  | Iran ― Uzbekistan         | 8–6       | Biškek |
| 10-10-2008 | Kirghizistan ― Uzbekistan | 15–15     | Biškek |

|  | Classifica   | G | V | N | P | P+ | P- | diff. | B | PT |
|  | ------------ | - | - | - | - | -- | -- | ----- | - | -- |
|  | Iran         | 2 | 2 | 0 | 0 | 38 | 22 | +16   | 0 | 10 |
|  | Uzbekistan   | 2 | 0 | 1 | 1 | 21 | 23 | -2    | 1 | 3  |
|  | Kirghizistan | 2 | 0 | 1 | 1 | 31 | 45 | -14   | 1 | 3  |